# Oraeosoma proboscideum
Oraeosoma proboscideum là một loài ruồi trong họ Tachinidae.